# Lamanici
Lamanici (deseret 𐐢𐐁𐐣𐐊𐐤𐐌𐐓𐐝 lub 𐐢𐐁𐐣𐐇𐐤𐐌𐐓𐐝) – w wierzeniach ruchu świętych w dniach ostatnich (mormonów) jedna z grup ludności zamieszkująca starożytny kontynent amerykański.
Mianem Lamanitów zapisy w Księdze Mormona określają zasadniczo potomków Lehiego, wywodzących się od Lamana i Lemuela. Wszyscy oni mieli opuścić Jerozolimę i udać się w podróż na kontynent amerykański około 600 roku p.n.e. Wreszcie miano to przysługuje także tym, którzy po śmierci Lehiego (582 p.n.e.) uznali przywództwo Lamana. Niemniej termin ten został rozszerzony i nabrał znacznie silniejszego wydźwięku religijnego – w tym sensie i znaczeniu przynależność do Lamanitów miała wynikać z odrzucenia nauk Lehiego oraz wiary w Jezusa Chrystusa, co odróżniało ich również od wywodzących się od Lehiego Nefitów. Dzieje Lamanitów naznaczone miały być licznymi konfliktami i wojnami z Nefitami właśnie; osią Księgi Mormona natomiast jest złożona, przeważnie antagonistyczna relacja łącząca te grupy.
Lamanici, mimo spajającej ich tradycji, religii oraz więzów krwi, nigdy nie stanowili jednolitej grupy. Zapisy obecne w Księdze Mormona wskazują na długie i liczne okresy odstępstw, podczas których znaczne grupy nefickie łączyły się z Lamanitami i były przez nich w pełni akceptowane, jak również podają przykłady Lamanitów przyjmujących neficką tożsamość, wiarę i styl życia. Jednocześnie z drugiej strony inne ustępy mormońskiej świętej księgi zdają się wskazywać na zauważalne różnice w wyglądzie między tymi rywalizującymi z sobą grupami. Masowe konwersje pośród Lamanitów, do których miało dojść bezpośrednio przed narodzinami Chrystusa, jak również lamanicka prawość wynikła z podążania za przekazem Ewangelii, miały przynieść znaczącą zmianę socjopolityczną. Wygaszony konflikt z Nefitami umożliwił trwające około dwóch stuleci zlanie się tych rywalizujących dotychczas ze sobą społeczeństw w jedno. 
Wspomniana jedność miała dobiec końca w pierwszej połowie III wieku. Ostatecznie, po wieloletnim okresie konfliktów zbrojnych, Lamanici doprowadzić mieli do zagłady Nefitów, zasadniczo pod koniec IV wieku. Starcie, które miało przypieczętować lamanickie zwycięstwo – bitwa na wzgórzu Kumorah, jest częstym obiektem dyskusji wśród badaczy związanych z ruchem świętych w dniach ostatnich.
Księga Mormona mająca być w zasadzie produktem kultury intelektualnej nefickiej klasy rządzącej, nie daje nazbyt dobrego wglądu w lamanicką perspektywę opisywanych przez siebie wydarzeń. Opisuje niemniej Lamanitów dosyć obszernie, rzucając światło na pewne aspekty ich życia. Sygnalizuje szeroki wachlarz tak podejmowanej przez nich aktywności ekonomicznej, jak i znaczne zróżnicowanie w formach lamanickiej organizacji społecznej czy politycznej. 
Spekuluje się, że społeczeństwo lamanickie miało w mniejszym stopniu niźli ich neficcy rywale polegać na instytucjach, tradycjach i wartościach. Źródła mormońskie wskazują na istotną rolę charyzmy i przymusu w lamanickiej praktyce sprawowania władzy. Nie jest przy tym pewne, czy elita tegoż ludu była zdominowana przez bezpośrednich potomków Lamana. Nawet jeżeli reguła takowa istniała, prawdopodobnie nie była wprowadzana w życie w pełni konsekwentnie. Możliwe jednakże, iż królowie lamaniccy odwoływali się do Lamana, swego protoplasty, w przyjmowanym przez siebie tytule królewskim.
Mieli być ostatecznie jedyną grupą, która przetrwała upadek cywilizacji opisywanej w Księdze Mormona. Istnienie Lamanitów nie znalazło potwierdzenia w źródłach zewnętrznych. Jednakże, przynajmniej w początkach istnienia Kościoła Jezusa Chrystusa Świętych w Dniach Ostatnich, za ich potomków uznawano rdzennych mieszkańców Ameryk. Jednym z powodów opublikowania Księgi Mormona był zamiar zapoznania Indian amerykańskich z jej przesłaniem. Kilka miesięcy po zorganizowaniu Kościoła (1830) zorganizowano tak zwaną misję lamanicką, skierowaną do tej właśnie grupy.
Ich utrwalona na kartach Księgi Mormona historia, kultura i obecność na kontynencie amerykańskim jest częstym motywem mormońskiej sztuki i kultury popularnej. Przewija się również regularnie w materiałach publikowanych przez przywódców Kościoła Jezusa Chrystusa Świętych w Dniach Ostatnich. Wspominani są także w Naukach i Przymierzach, jednym z pism świętych wchodzących w skład mormońskiego kanonu. Są wreszcie częstym obiektem dociekań mormońskiej apologetyki.